# Casa Schuster din Mediaș
Casa Schuster din Mediaș este un monument istoric și de arhitectură.

## Istoric
La parterul casei a funcționat din a doua jumătate a secolului al XVIII-lea (cca. 1784) farmacia Zum Auge Gottes („La Ochiul lui Dumnezeu”), înființată la Mediaș de către farmacistul Johann Peter Schuster. Aceasta a fost deschisă până în anul 1949, când a fost naționalizată.
În această casă s-a născut în anul 1885 scriitorul Dutz Schuster.

## Galerie de imagini

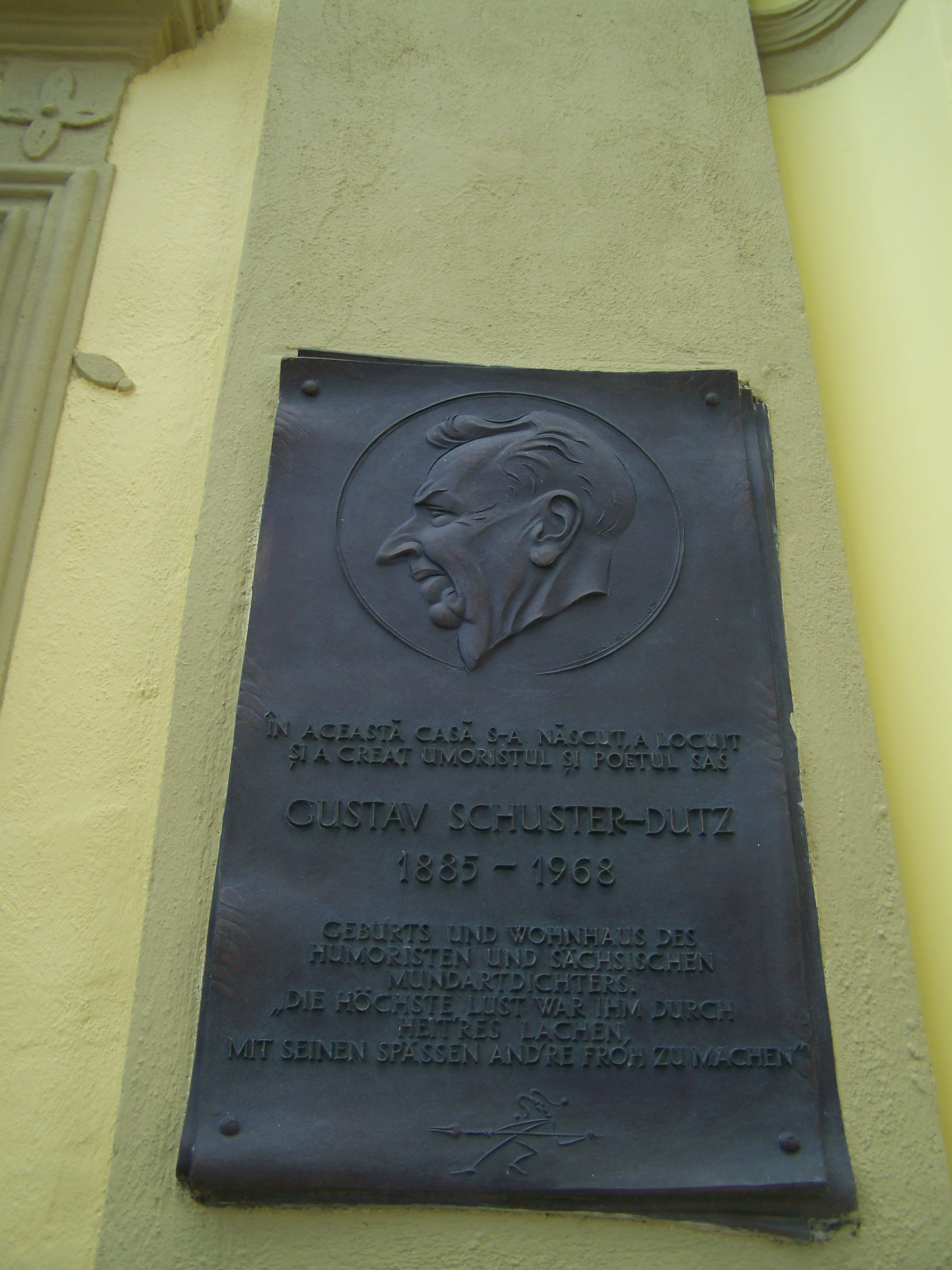
Placa memorială Dutz Schuster (1885-1968)